# Rohrbach (Gemeinde Pfaffenschlag)
Rohrbach ist eine Ortschaft und eine Katastralgemeinde der Gemeinde Pfaffenschlag bei Waidhofen a.d.Thaya im Bezirk Waidhofen an der Thaya im niederösterreichischen Waldviertel mit 55 Einwohnern (Stand 1. Jänner 2024).

## Geografie
Das Dorf liegt am Oberlauf des Winkelbaches, der dem künstlich angelegten Rohrbacher Teich entspringt, ist über die Landesstraße L8122 erreichbar. Am 1. April 2020 umfasste die Ortschaft 34 Adressen.

## Geschichte
Im Jahr 1822 wurde der Ort als Dorf mit 20 Häusern genannt, das nach Heidenreichstein eingepfarrt war und die Kinder im Ort eingeschult wurden. Die Herrschaft Heidenreichstein besaß die Ortsobrigkeit, übte die Landgerichtsbarkeit aus, besorgte die Konskription und hatte die Grundherrschaft inne.
Gemeinsam mit der Katastralgemeinde Motten bildete Rohrbach die selbständige Gemeinde Rohrbach im Bezirk Gmünd, die mit 1. Jänner 1972 aufgelöst und auf die Gemeinden Heidenreichstein und Pfaffenschlag bei Waidhofen a.d.Thaya aufgeteilt wurde.

## Siedlungsentwicklung
Zum Jahreswechsel 1979/1980 befanden sich in der Katastralgemeinde Rohrbach insgesamt 34 Bauflächen mit 19.831 m² und 31 Gärten auf 18.385 m², 1989/1990 gab es 34 Bauflächen. 1999/2000 war die Zahl der Bauflächen auf 97 angewachsen und 2009/2010 bestanden 44 Gebäude auf 88 Bauflächen.

## Bodennutzung
Die Katastralgemeinde ist landwirtschaftlich geprägt. 254 Hektar wurden zum Jahreswechsel 1979/1980 landwirtschaftlich genutzt und 185 Hektar waren forstwirtschaftlich geführte Waldflächen. 1999/2000 wurde auf 252 Hektar Landwirtschaft betrieben und 191 Hektar waren als forstwirtschaftlich genutzte Flächen ausgewiesen. Ende 2018 waren 240 Hektar als landwirtschaftliche Flächen genutzt und Forstwirtschaft wurde auf 195 Hektar betrieben. Die durchschnittliche Bodenklimazahl von Rohrbach beträgt 28,4 (Stand 2010).

## Persönlichkeiten
- Karl Litschauer (* 1936), Landesbeamter, Politiker und Abgeordneter zum Landtag von Niederösterreich sowie Mitglied des Bundesrates